# League Cup 1987/88
Der League Cup 1987/88 war die 28. Austragung des seit 1960 existierenden englischen League Cup.
Der Wettbewerb startete am 17. August 1987 mit der Ersten Runde und endete am 24. April 1988 mit dem Finale in Wembley. Der Titel ging an Luton Town, der den Titelverteidiger FC Arsenal im Finale mit 3:2 bezwang. Der Verein aus Luton sicherte sich damit bei seiner ersten Finalteilnahme den ersten Titel im englischen Ligapokal. Arsenal hatte den frühen Rückstand durch zwei Tore in der 71. und 74. Minute gedreht, ehe Nigel Winterburn in der 80. Minute mit einem Foulelfmeter an Lutons Torhüter Andy Dibble scheiterte und somit die mögliche Vorentscheidung verpasste. Zwei Treffer von Danny Wilson und Brian Stein sicherten dem Außenseiter Luton Town letztendlich den Titel.

## Erste Runde
|                         | Gesamt      |                        | Hinspiel | Rückspiel |
| ----------------------- | ----------- | ---------------------- | -------- | --------- |
| FC Blackpool            |             | Chester City           | 2:0      | 0:1       |
| AFC Bournemouth         |             | Exeter City            | 1:1      | 3:1 n. V. |
| FC Brentford            |             | Southend United        | 2:1      | 2:4       |
| Bristol Rovers          |             | Hereford United        | 1:0      | 0:2       |
| FC Bury                 |             | Preston North End      | 2:2      | 3:2 n. V. |
| Cambridge United        |             | Aldershot Town         | 1:1      | 4:1       |
| FC Chesterfield         |             | Peterborough United    | 2:1      | 0:2       |
| Crewe Alexandra         |             | Shrewsbury Town        | 3:3      | 1:4       |
| FC Fulham               |             | Colchester United      | 3:1      | 2:0       |
| FC Gillingham           | (5:4 i. E.) | Brighton & Hove Albion | 1:0      | 0:1 n. V. |
| Grimsby Town            |             | FC Darlington          | 3:2      | 1:2 n. V. |
| Halifax Town            |             | York City              | 1:1      | 0:1       |
| Leyton Orient           |             | FC Millwall            | 1:1      | 0:1       |
| Mansfield Town          |             | Birmingham City        | 2:2      | 1:0       |
| AFC Newport County      |             | Cardiff City           | 2:1      | 2:2       |
| FC Port Vale            |             | Northampton Town       | 0:1      | 0:4       |
| AFC Rochdale            |             | Tranmere Rovers        | 3:1      | 0:1       |
| Rotherham United        |             | Huddersfield Town      | 4:4      | 3:1       |
| FC Scarborough          |             | Doncaster Rovers       | 1:0      | 1:3       |
| Scunthorpe United       |             | Hartlepool United      | 3:1      | 1:0       |
| Stockport County        |             | Carlisle United        | 0:1      | 0:3       |
| FC Sunderland           |             | FC Middlesbrough       | 1:0      | 0:2       |
| Swindon Town            |             | Bristol City           | 3:0      | 2:3       |
| Torquay United          |             | Swansea City           | 2:1      | 1:1       |
| West Bromwich Albion    |             | FC Walsall             | 2:3      | 0:0       |
| Wigan Athletic          |             | Bolton Wanderers       | 2:3      | 3:1       |
| Wolverhampton Wanderers |             | Notts County           | 3:0      | 2:1       |
| FC Wrexham              |             | FC Burnley             | 1:0      | 0:3       |

## Zweite Runde
|                     | Gesamt |                         | Hinspiel | Rückspiel |
| ------------------- | ------ | ----------------------- | -------- | --------- |
| FC Barnsley         |        | West Ham United         | 0:0      | 5:2 n. V. |
| Blackburn Rovers    |        | FC Liverpool            | 1:1      | 0:1       |
| FC Blackpool        |        | Newcastle United        | 1:0      | 1:4       |
| AFC Bournemouth     |        | FC Southampton          | 1:0      | 2:2       |
| FC Burnley          |        | Norwich City            | 1:1      | 0:1       |
| FC Bury             |        | Sheffield United        | 2:1      | 1:1       |
| Cambridge United    |        | Coventry City           | 0:1      | 1:2       |
| Carlisle United     |        | Oldham Athletic         | 4:3      | 1:4 n. V. |
| Charlton Athletic   |        | FC Walsall              | 3:0      | 0:2       |
| Crystal Palace      |        | AFC Newport County      | 4:0      | 2:0       |
| FC Darlington       |        | FC Watford              | 0:3      | 0:8       |
| Doncaster Rovers    |        | FC Arsenal              | 0:3      | 0:1       |
| FC Everton          |        | Rotherham United        | 3:2      | 0:0       |
| FC Fulham           |        | Bradford City           | 1:5      | 1:2       |
| Ipswich Town        |        | Northampton Town        | 1:1      | 4:2 n. V. |
| Leeds United        |        | York City               | 1:1      | 4:0       |
| Leicester City      |        | Scunthorpe United       | 2:1      | 2:1       |
| Manchester City     |        | Wolverhampton Wanderers | 1:2      | 2:0       |
| Manchester United   |        | Hull City               | 5:0      | 1:0       |
| FC Middlesbrough    |        | Aston Villa             | 0:1      | 0:1       |
| Nottingham Forest   |        | Hereford United         | 5:0      | 1:1       |
| Oxford United       |        | Mansfield Town          | 1:1      | 2:0       |
| Peterborough United |        | Plymouth Argyle         | 4:1      | 1:1       |
| Queens Park Rangers |        | FC Millwall             | 2:1      | 0:0       |
| FC Reading          |        | FC Chelsea              | 3:1      | 2:3       |
| AFC Rochdale        |        | FC Wimbledon            | 1:1      | 1:2       |
| Shrewsbury Town     |        | Sheffield Wednesday     | 1:1      | 1:2       |
| Southend United     |        | Derby County            | 1:0      | 0:0       |
| Stoke City          |        | FC Gillingham           | 2:0      | 1:0       |
| Swindon Town        |        | FC Portsmouth           | 3:1      | 3:1       |
| Torquay United      |        | Tottenham Hotspur       | 1:0      | 0:3       |
| Wigan Athletic      |        | Luton Town              | 0:1      | 2:4       |

## Dritte Runde
|                     | Ergebnis |                     |
| ------------------- | -------- | ------------------- |
| FC Arsenal          | 3:0      | AFC Bournemouth     |
| Aston Villa         | 2:1      | Tottenham Hotspur   |
| FC Barnsley         | 1:2      | Sheffield Wednesday |
| FC Bury             | 1:0      | Queens Park Rangers |
| Charlton Athletic   | 0:1      | Bradford City       |
| Ipswich Town        | 1:0      | Southend United     |
| Leeds United        | 2:2      | Oldham Athletic     |
| FC Liverpool        | 0:1      | FC Everton          |
| Luton Town          | 3:1      | Coventry City       |
| Manchester City     | 3:0      | Nottingham Forest   |
| Manchester United   | 2:1      | Crystal Palace      |
| Oxford United       | 0:0      | Leicester City      |
| Peterborough United | 0:0      | FC Reading          |
| Stoke City          | 2:1      | Norwich City        |
| Swindon Town        | 1:1      | FC Watford          |
| FC Wimbledon        | 2:1      | Newcastle United    |

### Wiederholungsspiele
|                 | Ergebnis  |                     |
| --------------- | --------- | ------------------- |
| Oldham Athletic | 4:2 n. V. | Leeds United        |
| Leicester City  | 2:3       | Oxford United       |
| FC Reading      | 1:0       | Peterborough United |
| FC Watford      | 4:2       | Swindon Town        |

## Vierte Runde
|                 | Ergebnis |                     |
| --------------- | -------- | ------------------- |
| FC Arsenal      | 3:0      | Stoke City          |
| Aston Villa     | 1:2      | Sheffield Wednesday |
| FC Bury         | 1:2      | Manchester United   |
| FC Everton      | 2:1      | Oldham Athletic     |
| Ipswich Town    | 0:1      | Luton Town          |
| Manchester City | 3:1      | FC Watford          |
| Oxford United   | 2:1      | FC Wimbledon        |
| FC Reading      | 0:0      | Bradford City       |

### Wiederholungsspiel
|               | Ergebnis |            |
| ------------- | -------- | ---------- |
| Bradford City | 1:0      | FC Reading |

## Fünfte Runde
|                     | Ergebnis |                   |
| ------------------- | -------- | ----------------- |
| FC Everton          | 2:0      | Manchester City   |
| Luton Town          | 2:0      | Bradford City     |
| Oxford United       | 2:0      | Manchester United |
| Sheffield Wednesday | 0:1      | FC Arsenal        |

## Halbfinale
|               | Gesamt |            | Hinspiel | Rückspiel |
| ------------- | ------ | ---------- | -------- | --------- |
| FC Everton    | 1:4    | FC Arsenal | 0:1      | 1:3       |
| Oxford United | 1:3    | Luton Town | 1:1      | 0:2       |

## Finale
| Luton Town                                  | Luton Town | FC Arsenal | FC Arsenal |
| ------------------------------------------- | --- | --- | ---------- |
| Luton Town                                  | \| Sonntag, 24. April 1988 in London (Wembley) \| \| Ergebnis: 3:2 (1:0) \| \| Zuschauer: 95.732 \| \| Schiedsrichter: Joe Worrall \|                                                                          | \| Sonntag, 24. April 1988 in London (Wembley) \| \| Ergebnis: 3:2 (1:0) \| \| Zuschauer: 95.732 \| \| Schiedsrichter: Joe Worrall \|                                                                    | FC Arsenal |
| Luton Town                                  | Andy Dibble – Tim Breacker, Rob Johnson, Steve Foster , Mal Donaghy – Ricky Hill, Danny Wilson, David Preece (Mark Stein), Kingsley Black – Mick Harford (Ashley Grimes), Brian Stein Cheftrainer: Ray Harford | John Lukic – Nigel Winterburn, Kenny Sansom, Gus Caesar, Tony Adams – Michael Thomas, David Rocastle, Paul Davis, Kevin Richardson – Alan Smith, Perry Groves (Martin Haynes) Cheftrainer: George Graham | FC Arsenal |
| Luton Town                                  | 1:0 Brian Stein (13.) 2:2 Danny Wilson (82.) 3:2 Brian Stein (90.) | 1:1 Martin Haynes (71.) 1:2 Alan Smith (74.) | FC Arsenal |
| Sonntag, 24. April 1988 in London (Wembley) | | |            |
| Ergebnis: 3:2 (1:0)                         | | |            |
| Zuschauer: 95.732                           | | |            |
| Schiedsrichter: Joe Worrall                 | | |            |